# Nicola de la Haye
Nicola de la Haye (auch de la Haie) (* zwischen 1150 und 1156; † 20. November 1230 in Swaton, Lincolnshire) war eine englische Adlige. Im Jahr 1191 verteidigte sie ihre Burg einen Monat lang erfolgreich gegen eine Belagerung. Als Witwe übernahm sie das eigentlich Männern vorbehaltene Amt des Sheriffs. So bewahrte sie ihr Erbe in den Wirren des Ersten Kriegs der Barone und während der Minderjährigkeit von König Heinrich III.

## Herkunft und Heiraten
Nicola de la Haye war die älteste Tochter von Richard de la Haye und dessen Frau Matilda, einer Tochter von William de Vernon. Ihr Vater hatte das Erbamt des Constable von Lincoln Castle inne und diente auch als Sheriff von Lincolnshire. Er starb 1169. Da er keine überlebenden Söhne hatte, wurde sein Erbe unter seinen beiden Töchtern aufgeteilt. Nicola heiratete zweimal. In erster Ehe wurde sie mit William Fitzerneis verheiratet. Nach dessen Tod um 1178 heiratete sie vor 1185 in zweiter Ehe Gerard de Canville. Nicola hatte das Amt des Constable von Lincoln Castle geerbt, das ihre beiden Ehemänner für sie ausübten. Im August 1189 reiste sie mit Canville nach Barfleur in die Normandie, wo König Richard I. gegen eine Gebühr von 700 Mark Nicola als Constable von Lincoln Castle sowie als Erbin von Gütern sowohl in England wie auch in der Normandie bestätigte.

## Unterstützerin von Johann Ohneland
Während der Abwesenheit des Königs auf dem Dritten Kreuzzug unterstützte Canville 1191 Johann Ohneland, den jüngeren Bruder des Königs, der verbotenerweise nach England zurückkehrte. Daraufhin wurde Nicola 1191 vom königlichen Justiciar William de Longchamp einen Monat lang in Lincoln Castle belagert. 1194 erwarb sie vom heimgekehrten König Richard gegen eine Gebühr von 300 Mark das Recht, ihre Tochter nach ihrem Willen zu verheiraten, ausgenommen war nur die Verheiratung mit Feinden des Königs. Die Zahlung dieser Gebühr erstreckte sich über mehrere Jahre. Noch 1200 verhandelte sie mit König Johann Ohneland über die Zahlung, ehe die Schuld 1212 getilgt war. Zu Johann Ohneland hatte sie dennoch eine gute Beziehung. Ihr Mann starb Ende 1214.

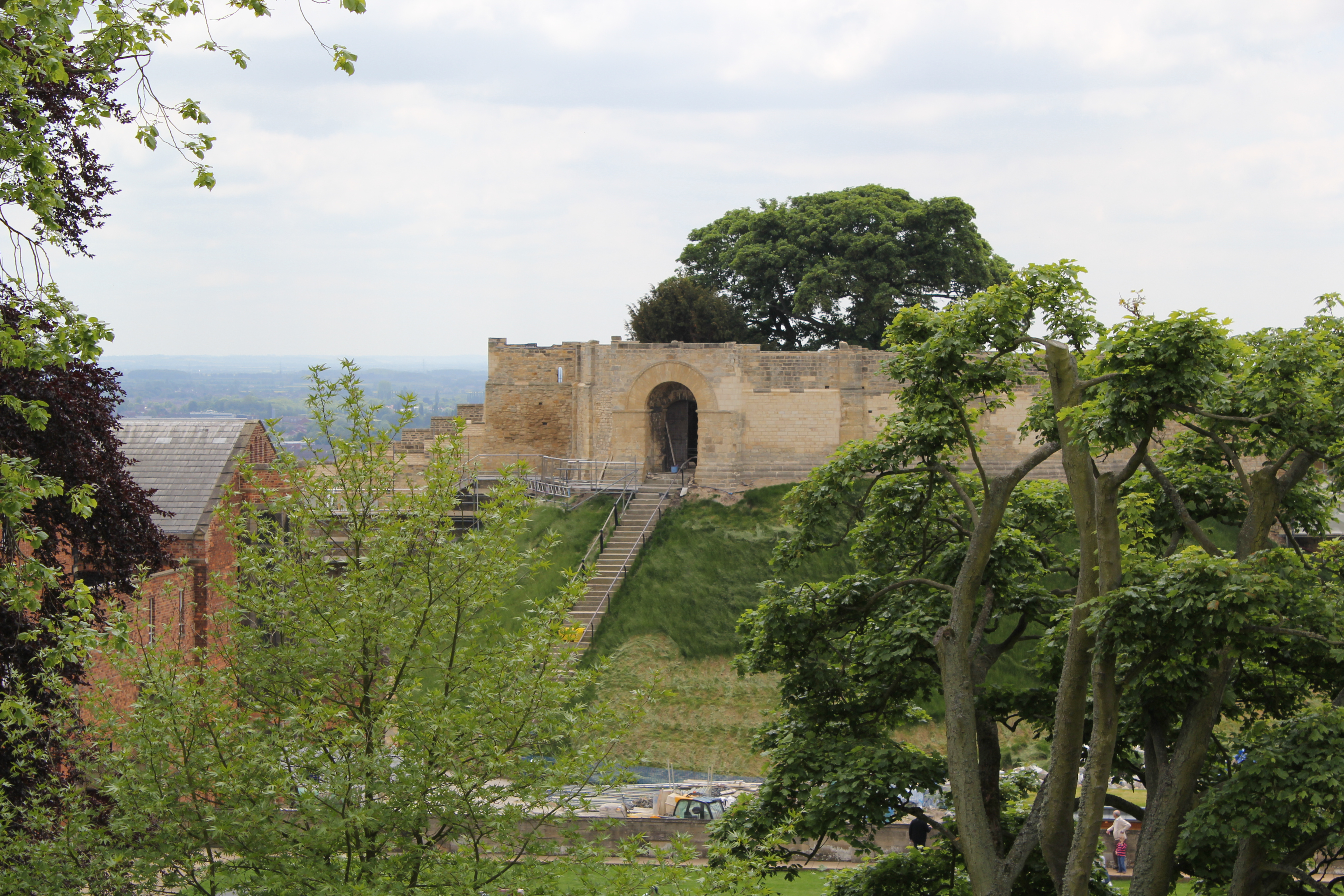
Die Motte von Lincoln Castle, die von Nicola de la Haye mehrmals energisch verteidigt wurde

## Rolle im Ersten Krieg der Barone
Während des Ersten Kriegs der Barone war der König im Februar und im September 1216 zweimal in Lincoln Castle. Nachdem Nicola im Sommer 1216 erneut eine Eroberung der Burg abgewehrt hatte, war sie beim zweiten Besuch des Königs bereit, wegen ihres fortgeschrittenen Alters ihr Amt als Verwalterin von Lincoln Castle niederzulegen. Diesen Wunsch lehnte der König ab und bestätigte sie als Constable. Wenige Wochen später soll er noch wenige Stunden vor seinem Tod am 18. Oktober 1216 ihr und seinem Vertrauten Philip Mark das Amt des Sheriffs von Lincoln übergeben haben, was am 7. Januar 1217 von der Minderjährigkeitsregierung von Heinrich III. bestätigt wurde. Nicola wurde danach in Lincoln von Truppen der rebellischen Barone und des französischen Prinzen Ludwig belagert, bis sie 1217 entsetzt wurde. Angeblich soll Bischof Peter des Roches während der Belagerung durch einen geheimen Weg zu ihr gelangt sein. Er versicherte ihr, dass Entsatz nahte, und tatsächlich trug ihre erbitterte Verteidigung der Burg dazu bei, dass das Belagerungsheer der Rebellen und der Franzosen am 20. Mai 1217 von den königlichen Truppen in der Schlacht von Lincoln entscheidend besiegt wurde.

## Späteres Leben
Nach dem Entsatz der Burg wurde Nicola als Sheriff abgelöst, doch an ihrem Amt als Constable hielt sie entschlossen fest, obwohl William II Longespée, der Ehemann ihrer Enkelin Idonea, versuchte, das Amt für sich zu beanspruchen. Erst 1226 übergab sie ihr Amt als Kastellanin und zog sich auf ihr Wittum in Swaton in Lincolnshire zurück, das ihr spätestens 1219 zugesprochen worden war. Aus diesem Gut hatte sie noch jährliche Einkünfte in Hohe von £ 20. Da ihr ältester Sohn Richard de Canville bereits gestorben war, wurde dessen Tochter Idonea ihre Erbin.